# 日加洛沃
日加洛沃（羅馬化：Zhigalovo）是俄罗斯伊尔库茨克州的工人村（市级镇）、日加洛沃区行政中心，位于伊尔库茨克州中南部勒拿河畔，在州府伊尔库茨克北偏东方。
该地2021年人口有4,860人；2010年人口5,369；2002年人口5,412；1989年人口5,663。